# 八木大
八木 大（やぎ だい、1950年 - ）は、日本のイラストレーター、アニメ作家。東京都出身。
「大工房」を主宰している。

## 略歴
1950年千代田区神田生まれ。
武蔵野美術大学漫画研究会創成期のメンバー
1969年10月5日から1970年9月27日まで、フジテレビ系で放送された「ハクション大魔王」に動画スタッフとして参加。
1978年、日本テレビ『24時間テレビ 「愛は地球を救う」』内で放映された、手塚治虫の原案・構成・演出で日本初のTV2時間アニメ『100万年地球の旅 バンダーブック』に、原画スタッフとして参加。
セル画からCGアニメーション、3DCGに分野をひろげている。
児童向けのプラキシノスコープ紙工作、雪の結晶つくりなどのワークショップにも取り組んでいる。
イラストレーションでは、文字であらわす動物に取り組んでおり、文字であらわす恐竜に挑戦中である。
2009年1月23日～27日パルテノン多摩にて「八木大イラストとアニメーション展」を開催